# 松崎賢人
松崎 賢人（まつざき けんと、1988年〈昭和63年〉5月17日 - ）は、日本の元プロバスケットボール選手、解説者。兵庫県相生市出身。現役時代のポジションはポイントガード。2011年に兵庫ストークスの初年度メンバーとしてプロ入りし、JBL2でMVPを獲得するなど、長くストークスで活躍した。2024年に現役引退。現在は神戸ストークスのアカデミーコーチ。JBA公認B級コーチライセンス保有。

## 来歴
相生市立那波小学校の2年生ごろからバスケットボールを始める。その時からポジションはガード一筋である。相生市立双葉中学校、育英高等学校を経て拓殖大学に入学。卒業後、合同トライアウトを受けるも不合格となったが、2011年に故郷の兵庫県に誕生した兵庫ストークスに誘われて入団した。ストークスではキャプテンなどを務めた後、2014年に熊本ヴォルターズへ移籍。しかし、熊本地震の影響もあり、ヴォルターズの活動が不透明な中、古巣ストークスのオーナー・渋谷順に「戻ってきてくれへんか」と声掛けられ、ストークスに復帰。ストークスにはその後8年間在籍し、2023-24シーズン終了をもって現役を引退した。
引退後の2024年から、神戸ストークスのアカデミーコーチを務めている。